# غریزه (فیلم ۲۰۱۸)
غریزه (به انگلیسی: Instinct) یک مجموعه تلویزیونی درام پلیسی و آمریکایی است که در ۱۸ مارس ۲۰۱۸ از شبکه سی‌بی‌اس پخش شد. این سریال بر اساس رمان بازی‌های قتل جیمز پترسون در سال ۲۰۱۷ ساخته شده‌است. در مه ۲۰۱۸، شبکه سی‌بی‌اس سریال را برای فصل دوم تمدید کرد. فصل دوم در ۳۰ ژوئن ۲۰۱۹ پخش شد. این سریال نزدیک به پایان فصل دومش در ۱۷ اوت ۲۰۱۹ لغو شد. این سریال به دلیل حضور یک شخصیت مرد همجنس‌گرا در نقش اصلی که با مرد دیگری ازدواج می‌کند شناخته شده‌است.